# Atom (editor de texto)
Atom foi um editor de texto de código aberto disponível para as plataformas Linux, macOS e Microsoft Windows, desenvolvido pelo GitHub sob a licença MIT. A ferramenta foi criada usando Electron e tecnologias web como HTML, JavaScript e CSS. Permite a instalação de extensões ("packages") desenvolvidos com Node.js. O editor foi liberado do beta, com a versão 1.0, em 25 de junho de 2015, e a partir daí passou a ser conhecido como "O Editor de Texto Hackeável do Século 21".
Foi descontinuado em junho de 2022, com a última versão sendo lançada em novembro do mesmo ano.

## Linguagens
Por padrão, os seguintes tipos de arquivos são suportados com realce de sintaxe: HTML, CSS, LESS, Sass, Markdown, C/C++, C#, D, Go, Java, Objective-C, JavaScript, TypeScript, JSON, CoffeeScript, Python, PHP, Ruby, Shell script, Clojure, Perl, Git, Make, Property List (Apple), TOML, XML, YAML, Mustache, Julia e SQL.

## Licença
Inicialmente as extensões não incluídas no núcleo do Atom foram lançados sob uma licença de código aberto. Em 6 de maio de 2014, o restante, incluindo a aplicação principal, seu gerenciador de pacotes, bem como sua estrutura de desktop Electron, foram lançados como software livre e aberto sob a licença MIT.